# Wämöparken

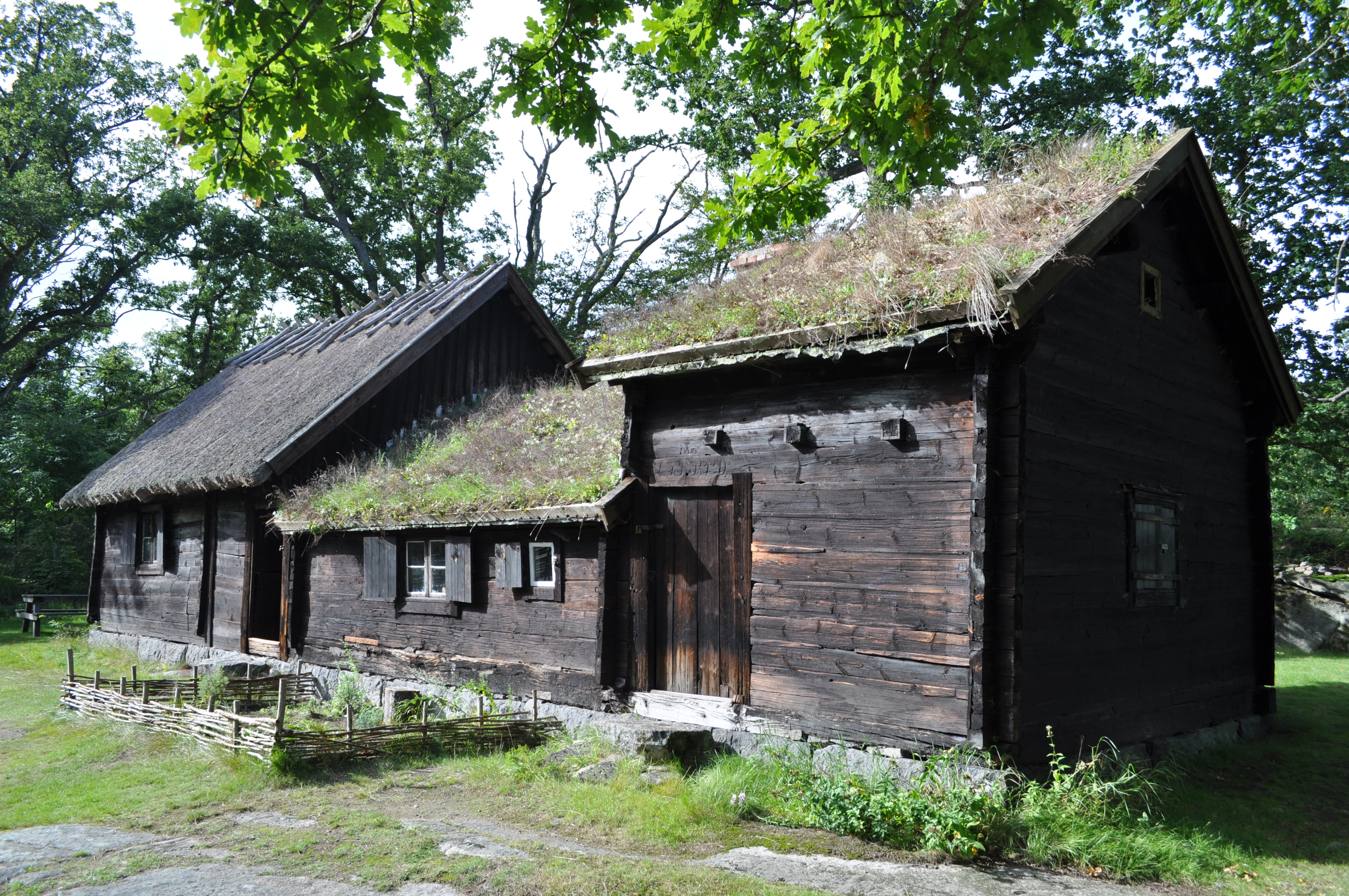
Lars-Petterstugan i Wämöparken.

Wämöparken är en kombinerad natur-, kultur- och nöjespark på ön Vämö i Karlskrona skärgård. Den kallas ibland "Blekinges Skansen". Parken invigdes 1910 och skapades i nationalromantisk anda. Innan 1910 hade området där Wämöparken ligger bland annat använts för militära övningar, men även varit en mötesplats för den framväxande arbetarrörelsen. Slätten är även en begravningsplats där offer för Karlskronafebern (1788–1790) och fältsjukan i Göternes läger (1808–1809) ligger begravda.